# الشاب كارل ماركس
الشاب كارل ماركس (بالإنجليزية: The Young Karl Marx)‏ هو فيلم دراما تاريخي تم إنتاجه في بلجيكا وفرنسا وصدر في سنة 2017. الفيلم من إخراج المخرج الهايتي والناشط السياسي راؤول بيك وكتابة باسكال بونتزير وراؤول بيك. ومن بطولة أوجست ديل وفيكي كريبس واوليفييه جورميه. يتحدث الفيلم عن المرحلة الثورية من حياة كارل ماركس، وعُرض الفيلم في مهرجان برلين السينمائي الدولي، في الفترة من 9-19 فبراير 2017. وأُنتج الفيلم احتفالاً بالذكرى المئوية لميلاد مؤسس الحركة الشيوعية كارل ماركس.

## قائمة الممثلين
- أوجست ديل بدور كارل ماركس
- ستيفان كونارسكي بدور فريدريك إنجلز
- فيكي كريبس بدور جيني فون ويستفالين
- اوليفييه جورميه بدور بيير جوزيف برودون
- هانا ستيلي بدور ماري بيرنز
- إريك جودون بدور كبير العمال
- الكسندر شير بدور ويلهلم ويتلينغ
- هانز اوفه باور بدور أرنولد روج
- رولف كانيس بدور موزس هس
- نيلز برونو شميت بدور الصحفي كارل غرون
- ماري مينزنباخ بدور هيلينا ديموت

## وصلات خارجية
- الشاب كارل ماركس على موقع IMDb (الإنجليزية)
- الشاب كارل ماركس على موقع ميتاكريتيك (الإنجليزية)
- الشاب كارل ماركس على موقع روتن توميتوز (الإنجليزية)
- الشاب كارل ماركس على موقع قاعدة بيانات الأفلام العربية
- الشاب كارل ماركس على موقع ألو سيني (الفرنسية)
- الشاب كارل ماركس على موقع Turner Classic Movies (الإنجليزية)
- الشاب كارل ماركس على موقع أول موفي (الإنجليزية)
- الشاب كارل ماركس على موقع بوكس أوفيس موجو (الإنجليزية)
- الشاب كارل ماركس على موقع فيلمافينيتي (الإسبانية)
- الشاب كارل ماركس على موقع قاعدة بيانات الفيلم (الإنجليزية)
- الشاب كارل ماركس  في قاعدة بيانات الأفلام على الإنترنت (بالإنجليزية)